# Nicolás Nicolay
Nicolás Nicolay, vollständiger Name Nicolás Andrés Nicolay Aznárez, (* 9. Oktober 1979 oder 10. September 1979 in General Pico, Argentinien) ist ein ehemaliger argentinischer Fußballspieler.

## Karriere
Der 1,75 Meter große Offensivakteur Nicolay stand zu Beginn seiner Karriere 1998 bei CA Banfield unter Vertrag. Über Huracán Buceo 1999 und Cruz Azul Hidalgo im Jahr 2000 führte sein Weg zum uruguayischen Zweitligisten Colón FC, für den er von 2001 bis 2002 spielte und in der Saison 2002 fünf Tore bei 14 Zweitligaeinsätzen schoss. In der Saison 2003 bestritt er 14 Erstligapartien für Villa Española und traf dabei 15-mal ins gegnerische Tor. 2004 wird sowohl eine Station bei Huracán de Tres Arroyos als auch bei Plaza Colonia in der Clausura geführt. Von 2005 bis einschließlich der Apertura 2006 war er bei den Rampla Juniors in Montevideo aktiv. In der Clausura 2007 und in der Saison 2009/10 war er erstmals Spieler des Tacuarembó FC. Für die Norduruguayer lief er in der letztgenannten Spielzeit 13-mal in der Primera División auf und erzielte zwei Treffer. Im September 2010 wechselte er zu Central Español. Für den in Montevideo beheimateten Klub absolvierte er 2010/11 zehn Erstligapartien und schoss ein Tor. Im Januar 2011 kehrte er nach Argentinien zurück und spielte dort fortan für den Club Ferro Carril Oeste. Im September 2013 vollzog er einen Wechsel zu den General Paz Juniors, in deren Reihen er bis Ende Januar 2014 stand. Sodann unterschrieb er erneut beim inzwischen in der Zweitklassigkeit befindlichen Tacuarembó FC. Er wurde in der Spielzeit 2013/14 mit dem Team Meister der Segunda División und trug dazu mit zehn Zweitligaeinsätzen und zwei Toren bei. In der Spielzeit 2014/15 wurde er fünfmal (kein Tor) – zuletzt am 5. November 2014 – in der Primera División eingesetzt. Mindestens seit Oktober 2015 spielt er für den argentinischen Klub Deportivo Argentino.